# 池江泰郎
池江 泰郎（いけえ やすお、1941年3月1日 - ）は、日本中央競馬会（JRA）の元調教師、元騎手で現在は競馬評論家、馬主である。

## 概要
騎手時代には「逃げの池江」の異名を取り、通算3275戦368勝、うち重賞で17勝を挙げた。代表的騎乗馬にはヤマピットがいる。1979年に調教師へ転身、メジロデュレンによる菊花賞を始めとして数々のGI級競走を制し、1994年にJRA顕彰馬に選出されたメジロマックイーン、日本生産馬として初めて国外の国際GI競走を制したステイゴールド、2005年に中央競馬史上6頭目のクラシック三冠を達成したディープインパクト（JRA顕彰馬）など、数々の活躍馬を手掛けた。2011年に調教師引退。
長男の池江泰寿も調教師で、親子とも現役の間、新聞等では「池江郎」と表記された。泰寿は2011年にオルフェーヴルでディープインパクト以来史上7頭目の牡馬クラシック三冠制覇を達成し、これによって史上初の親子での三冠馬のトレーナーとなった。兄は中央競馬在籍時代のオグリキャップの厩務員を担当していた池江敏郎。甥は同厩舎所属の調教助手である池江敏行。

## 経歴

### 少年時代
1941年、宮崎県北諸県郡高城町（現・都城市）に生まれる。五人兄妹の四男であり、後年に同じく競馬界に入る敏郎は次兄である。父は太平洋戦争中にレイテ島の戦いで戦死し、以後は母子家庭のなかで育てられた。子供の頃から敏捷で、中学校では器械体操部に所属した。3年生の時、教師から勧められて日本中央競馬会の騎手養成長期課程を受験。合格後、東京都世田谷区の馬事公苑に長期課程第7期生として入所した。同期生には高橋成忠、吉岡八郎、福永甲、野元昭などがいる。野元は北諸県郡の別の学校で池江と同じく体操部に所属しており、中学時代から顔見知りで、受験会場も同じあったという。
1957年に騎手見習いとして京都競馬場の相羽仙一厩舎に入門。兄弟子には後に大きな影響を受け、池江が「師匠」として相羽と並び称する浅見国一がいた。

### 騎手時代
1959年に騎手免許を取得し、相羽厩舎所属騎手としてデビューした。4月5日に初騎乗、初勝利は同期の中で最も遅く、11月7日にヤマヒサで挙げた。初年度はこの1勝のみだったが、翌年7勝、3年目に19勝と徐々に成績を伸ばし、4年目の1962年にはヤマジヨシイで京都大障害（秋）を制し、重賞初勝利を挙げた。翌年にはヒメカップでアラブ大賞典とタマツバキ記念（秋）を制し、平地重賞勝利も挙げる。しかし同年に相羽が癌で死去し、橋本正晴厩舎に一時移籍の後、相羽の後を継いだ浅見国一の厩舎に再移籍した。騎手時代に先行策を得意としていた浅見の薫陶を受けて、池江も逃げ戦法を得意とするようになり、関西では「逃げの池江」と称された。
以後中堅騎手として定着、最も知られた騎乗馬は三度の年度表彰を受賞した優駿牝馬（オークス）優勝馬ヤマピットである。同馬とのコンビでは重賞4勝を挙げたが、桜花賞で単勝支持率59%という圧倒的1番人気に推されながら、逃げ馬の同馬を逃げさせられず、馬群の中に置かれたまま大敗（12着）を喫したことで、オークスのみ保田隆芳が騎乗していた。この2年後のオークスではケイサンタで2着となっているが、騎手時代の池江は八大競走に勝利することはできなかった。一方でその騎乗技術については高い評価も受けており、ダービーニュース記者の山口進は「逃げの池江といえば泣く子も黙るほど知れ渡っており、ペース判断の確かさでは東の郷原か、西の池江かといっても決して過言ではないだろう」と述べている。
1978年に調教師免許を取得。これに伴い、同年2月に騎手を引退して調教師に転身した。騎手通算成績は3275戦368勝、うち重賞17勝。

### 調教師時代
免許取得の翌年に滋賀県栗東トレーニングセンターに厩舎を開業した。数年は成績が挙がらず下位に低迷していたが、浅見と関係が深いメジロ牧場、錦岡牧場の関係馬を多数預託されたことで、徐々に成績を上向かせていった。1985年にメジロトーマスが金杯（西）を制し、調教師として重賞を初勝利。さらに翌1986年にはメジロデュレンが菊花賞を制し、騎手・調教師生活を通じて初めてのGI級競走優勝を果たした。同馬はその翌年の有馬記念にも優勝。1988年にはラッキーゲランが阪神3歳ステークスを制し、3つめのGI勝利となった。
調教師として飛躍の転機をもたらしたのが、メジロデュレンの半弟・メジロマックイーンであった。同馬は1990年にデビューし、同年の菊花賞でデュレンとの兄弟制覇を達成。翌年の天皇賞（春）では、馬主であるメジロ牧場の宿願であった「父子三代天皇賞制覇」も達成し、菊花賞から4年連続でGI競走を制するなど長く競馬界の中心を担った。
引退後はJRA顕彰馬となったマックイーンの活躍で、池江も調教師として大きな注目を集め、従来の中心顧客であったメジロや錦岡以外の有力馬主から所有馬を預託されるようになった。特に質が変わったのが、日本最大の競走馬生産組織である社台グループからの預託馬であった。1994年から圧倒的な勢いを示していたサンデーサイレンス産駒の有力馬が相次いで池江の管理馬となり、同年池江は36勝を挙げて全国ランキングで4位と躍進、1997年には37勝で関西の最多勝利調教師（全国3位）となった。2001年春には、いずれもサンデーサイレンス産駒の管理馬ステイゴールドとトゥザヴィクトリーを擁して世界最高賞金開催のドバイワールドカップミーティングに臨み、前者がドバイシーマクラシックに優勝、後者が世界最高賞金競走・ドバイワールドカップで2着という成績を残した。また、トゥザヴィクトリーは同年11月にエリザベス女王杯に優勝して池江に8年ぶりのGI勝利をもたらし、ステイゴールドは香港ヴァーズ優勝で初の国際GI勝利を挙げた。期待馬で結果を残したことで、以後池江厩舎にはGI級の良駒が続々と預託されていった。

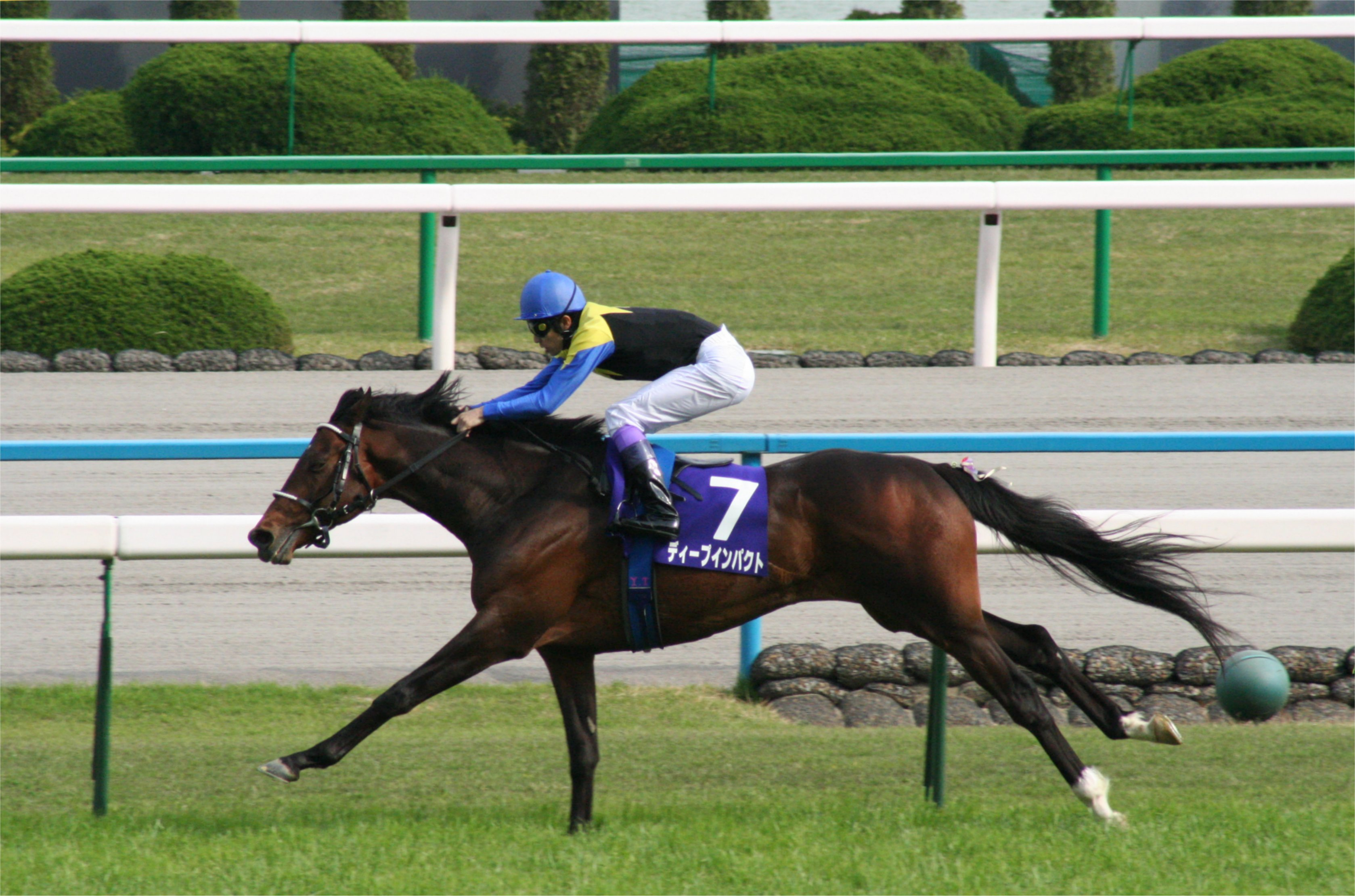
ディープインパクト

その後もノーリーズン、ゴールドアリュールといったGI優勝馬を管理、2005年にはディープインパクトが史上6頭目のクラシック三冠を達成した。ディープインパクトは翌2006年に天皇賞（春）、宝塚記念を連勝、秋にはフランスの最高格競走・凱旋門賞に有力馬として出走したが、3位入線後に禁止薬物のイプラトロピウムが検出されて失格となり、池江は主催者のフランスギャロより1万5000ユーロの罰金を科された（ディープインパクト禁止薬物検出事件）。帰国後にはジャパンカップと有馬記念を制し、当時最多タイ記録となるGI競走7勝を達成。引退後は池江の管理馬としてマックイーン以来2頭目の顕彰馬に選出された。ディープインパクトとメジロマックイーンはいずれも10億円以上の賞金を獲得しており、複数の10億円ホースを管理した調教師は2009年まで池江のみであった。
2008年には自己最高の年間46勝を記録したが、2003年から調教師として開業していた息子・泰寿が51勝を挙げ、初の全国リーディングには及ばなかった。そして、2011年2月27日をもって70歳定年により調教師を引退。管理馬最後の重賞出走となった当日中山記念のリルダヴァルは敗れたものの、同日小倉のメイン競走・虹の松原ステークスに出走したヤマニンウィスカーが最後の勝利を挙げた。

### 定年後
定年引退後はスポーツニッポン紙上で競馬評論家として活動しているほか、テレビ出演による競馬解説も行っている。
引退から約8カ月後の2011年10月23日、泰寿が管理するオルフェーヴルが、ディープインパクト以来6年ぶり・史上7頭目のクラシック三冠を達成。これに伴って泰郎・泰寿は史上初となる親子での三冠馬トレーナーとなった。同馬の父と母の父は、それぞれ泰郎が管理したステイゴールドとメジロマックイーンであった。この業績に際し、泰寿は「父があっての池江泰寿厩舎であり、私であり、3冠です」と語った。また、同年12月にはスポーツ功労者文部科学大臣顕彰を受けた。
2013年7月31日付のスポーツニッポンの報道によると、JRAの馬主登録に認可されたことが明らかとなった。勝負服は紫、白一本輪、白袖紫一本輪で、調教師時代の調教服をイメージしたとのこと。
2016年現在は「サトノ」の冠名で知られる里見治（セガサミーホールディングス会長）のアドバイザーを務めている。

## 騎手成績
| 年     | 区分 | 1着 | 2着 | 3着 | 4着以下 | 出走数 | 勝率 | 連対率 |
| ------ | ---- | --- | --- | --- | ------- | ------ | ---- | ------ |
| 1959年 | 平地 | 1   | 4   | 5   | 14      | 34     | .029 | .147   |
| 1960年 | 平地 | 6   | 5   | 14  | 53      | 78     | .077 | .141   |
| 1960年 | 障害 | 1   | 4   | 0   | 6       | 11     | .091 | .455   |
| 1960年 | 計   | 7   | 9   | 14  | 59      | 89     | .078 | .180   |
| 1961年 | 平地 | 17  | 15  | 13  | 90      | 135    | .126 | .237   |
| 1961年 | 障害 | 2   | 5   | 3   | 4       | 14     | .143 | .500   |
| 1961年 | 計   | 19  | 20  | 16  | 94      | 149    | .128 | .262   |
| 1962年 | 平地 | 20  | 19  | 16  | 106     | 161    | .124 | .242   |
| 1962年 | 障害 | 4   | 4   | 4   | 4       | 16     | .250 | .500   |
| 1962年 | 計   | 24  | 23  | 20  | 110     | 165    | .145 | .285   |
| 1963年 | 平地 | 22  | 8   | 11  | 103     | 144    | .153 | .208   |
| 1963年 | 障害 | 0   | 0   | 0   | 4       | 4      | .000 | .000   |
| 1963年 | 計   | 22  | 8   | 11  | 107     | 148    | .149 | .203   |
| 1964年 | 平地 | 35  | 20  | 25  | 161     | 241    | .145 | .228   |
| 1964年 | 障害 | 0   | 1   | 3   | 10      | 14     | .000 | .071   |
| 1964年 | 計   | 35  | 21  | 28  | 171     | 255    | .137 | .220   |
| 1965年 | 平地 | 27  | 24  | 26  | 195     | 272    | .099 | .188   |
| 1966年 | 平地 | 26  | 16  | 29  | 130     | 201    | .129 | .209   |
| 1966年 | 障害 | 1   | 1   | 5   | 3       | 10     | .100 | .200   |
| 1966年 | 計   | 27  | 17  | 34  | 133     | 211    | .128 | .208   |
| 1967年 | 平地 | 12  | 22  | 21  | 138     | 193    | .062 | .176   |
| 1968年 | 平地 | 26  | 22  | 22  | 162     | 232    | .112 | .207   |
| 1969年 | 平地 | 19  | 20  | 13  | 174     | 226    | .084 | .173   |
| 1970年 | 平地 | 32  | 33  | 22  | 149     | 236    | .136 | .275   |
| 1971年 | 平地 | 16  | 20  | 15  | 86      | 137    | .117 | .263   |
| 1972年 | 平地 | 11  | 9   | 4   | 68      | 92     | .120 | .217   |
| 1973年 | 平地 | 19  | 16  | 17  | 96      | 148    | .128 | .236   |
| 1974年 | 平地 | 21  | 25  | 14  | 104     | 164    | .128 | .280   |
| 1975年 | 平地 | 20  | 19  | 14  | 116     | 169    | .118 | .231   |
| 1976年 | 平地 | 15  | 19  | 21  | 101     | 156    | .096 | .208   |
| 1977年 | 平地 | 14  | 22  | 12  | 124     | 172    | .081 | .209   |
| 1978年 | 平地 | 1   | 1   | 3   | 14      | 19     | .053 | .105   |
| 計     | 平地 | 360 | 339 | 317 | 2,190   | 3,206  | .112 | .218   |
| 計     | 障害 | 8   | 15  | 15  | 31      | 69     | .116 | .333   |
| 計     | 総計 | 368 | 354 | 332 | 2,221   | 3,275  | .112 | .220   |

|            | 日付           | 競走名             | 馬名             | 頭数 | 人気 | 着順 |
| ---------- | -------------- | ------------------ | ---------------- | ---- | ---- | ---- |
| 初騎乗     | 1959年4月5日   | -                  | スモールフオート | -    | -    | 14着 |
| 初勝利     | 1959年11月7日  | -                  | ヤマヒサ         | -    | -    | 1着  |
| 重賞初騎乗 | 1960年10月23日 | アラブ大障害（秋） | コロナペツト     | 4頭  | 3    | 2着  |
| 重賞初勝利 | 1962年11月23日 | 京都大障害（秋）   | ヤマジヨシイ     | 5頭  | 1    | 1着  |
| GI級初騎乗 | 1963年3月31日  | 桜花賞             | ミスヤマニンベン | 25頭 | 13   | 23着 |

## 主な騎乗馬
※括弧内は池江騎乗時の優勝重賞競走。
- ヤマジヨシイ（1962年京都大障害・秋）
- ヒメカップ（1963年アラブ大賞典、タマツバキ記念・春）
- ヤマニンルビー（1964年京阪杯）
- タニノライジング（1965年毎日杯）
- ヤマピット（1966年デイリー杯3歳ステークス 1967年阪神4歳牝馬特別 1968年大阪杯、鳴尾記念）
- ミドリエース（1968年中京大賞典）
- ホウウン（1970年金杯・西）
- ケイサンタ（1970年朝日チャレンジカップ）
- ケイタカシ（1971年金杯・西、大阪杯）
- ケイスパーコ（1974年CBC賞）
- メジロジゾウ（1975年京都記念・秋）
- ニシヤマチェス（1977年タマツバキ記念・春）

その他
- ヤマニンバリメラ

## 調教師成績
| 年     | 区分 | 1着 | 2着 | 3着 | 4着以下 | 出走数 | 勝率 | 連対率 |
| ------ | ---- | --- | --- | --- | ------- | ------ | ---- | ------ |
| 1979年 | 平地 | 0   | 3   | 1   | 25      | 29     | .000 | .103   |
| 1980年 | 平地 | 9   | 20  | 10  | 79      | 118    | .076 | .246   |
| 1980年 | 障害 | 0   | 1   | 1   | 3       | 5      | .000 | .200   |
| 1980年 | 計   | 9   | 21  | 11  | 82      | 123    | .073 | .244   |
| 1981年 | 平地 | 4   | 12  | 24  | 86      | 126    | .032 | .127   |
| 1981年 | 障害 | 0   | 0   | 0   | 2       | 2      | .000 | .000   |
| 1981年 | 計   | 4   | 12  | 24  | 88      | 128    | .031 | .125   |
| 1982年 | 平地 | 9   | 17  | 10  | 89      | 125    | .072 | .208   |
| 1982年 | 障害 | 0   | 0   | 1   | 6       | 7      | .000 | .000   |
| 1982年 | 計   | 9   | 17  | 11  | 95      | 132    | .068 | .197   |
| 1983年 | 平地 | 11  | 9   | 10  | 93      | 123    | .089 | .163   |
| 1984年 | 平地 | 17  | 16  | 10  | 109     | 152    | .112 | .217   |
| 1984年 | 障害 | 0   | 0   | 1   | 4       | 5      | .000 | .000   |
| 1984年 | 計   | 17  | 16  | 11  | 113     | 157    | .108 | .210   |
| 1985年 | 平地 | 17  | 15  | 17  | 106     | 155    | .110 | .206   |
| 1986年 | 平地 | 18  | 16  | 24  | 103     | 161    | .112 | .211   |
| 1987年 | 平地 | 18  | 19  | 26  | 114     | 177    | .102 | .209   |
| 1987年 | 障害 | 0   | 0   | 0   | 2       | 2      | .000 | .000   |
| 1987年 | 計   | 18  | 19  | 26  | 116     | 179    | .101 | .207   |
| 1988年 | 平地 | 18  | 23  | 14  | 143     | 198    | .091 | .207   |
| 1988年 | 障害 | 0   | 0   | 0   | 2       | 2      | .000 | .000   |
| 1988年 | 計   | 18  | 23  | 14  | 145     | 200    | .090 | .205   |
| 1989年 | 平地 | 25  | 21  | 19  | 158     | 223    | .112 | .206   |
| 1990年 | 平地 | 27  | 24  | 13  | 137     | 201    | .134 | .254   |
| 1990年 | 障害 | 0   | 0   | 0   | 2       | 2      | .000 | .000   |
| 1990年 | 計   | 27  | 24  | 13  | 139     | 203    | .133 | .251   |
| 1991年 | 平地 | 19  | 20  | 17  | 120     | 176    | .108 | .222   |
| 1991年 | 障害 | 2   | 1   | 2   | 2       | 7      | .286 | .429   |
| 1991年 | 計   | 21  | 21  | 19  | 122     | 183    | .115 | .230   |
| 1992年 | 平地 | 17  | 12  | 16  | 135     | 180    | .094 | .161   |
| 1993年 | 平地 | 20  | 18  | 23  | 100     | 161    | .124 | .236   |
| 1993年 | 障害 | 0   | 1   | 1   | 1       | 3      | .000 | .333   |
| 1993年 | 計   | 20  | 19  | 24  | 101     | 164    | .122 | .238   |
| 1994年 | 平地 | 36  | 17  | 20  | 145     | 218    | .165 | .243   |
| 1994年 | 障害 | 0   | 0   | 0   | 2       | 2      | .000 | .000   |
| 1994年 | 計   | 36  | 17  | 20  | 147     | 220    | .164 | .241   |
| 1995年 | 平地 | 25  | 27  | 29  | 143     | 224    | .112 | .232   |
| 1995年 | 障害 | 0   | 0   | 0   | 2       | 2      | .000 | .000   |
| 1995年 | 計   | 25  | 27  | 29  | 145     | 226    | .111 | .230   |
| 1996年 | 平地 | 35  | 28  | 29  | 154     | 246    | .142 | .256   |
| 1996年 | 障害 | 2   | 3   | 2   | 4       | 11     | .182 | .455   |
| 1996年 | 計   | 37  | 31  | 31  | 158     | 257    | .144 | .265   |
| 1997年 | 平地 | 29  | 26  | 17  | 134     | 206    | .141 | .267   |
| 1998年 | 平地 | 32  | 20  | 26  | 153     | 231    | .139 | .225   |
| 1998年 | 障害 | 1   | 0   | 1   | 0       | 2      | .500 | .500   |
| 1998年 | 計   | 33  | 20  | 27  | 154     | 233    | .142 | .227   |
| 1999年 | 平地 | 31  | 29  | 30  | 133     | 223    | .139 | .269   |
| 1999年 | 障害 | 0   | 0   | 0   | 1       | 1      | .000 | .000   |
| 1999年 | 計   | 31  | 29  | 30  | 134     | 224    | .138 | .268   |
| 2000年 | 平地 | 30  | 26  | 15  | 157     | 228    | .132 | .246   |
| 2000年 | 障害 | 2   | 0   | 1   | 8       | 11     | .182 | .182   |
| 2000年 | 計   | 32  | 26  | 16  | 165     | 239    | .134 | .243   |
| 2001年 | 平地 | 30  | 26  | 19  | 147     | 222    | .135 | .252   |
| 2001年 | 障害 | 0   | 5   | 2   | 11      | 18     | .000 | .278   |
| 2001年 | 計   | 30  | 31  | 21  | 158     | 240    | .125 | .254   |
| 2002年 | 平地 | 37  | 27  | 32  | 156     | 252    | .147 | .254   |
| 2002年 | 障害 | 1   | 0   | 1   | 4       | 6      | .167 | .167   |
| 2002年 | 計   | 38  | 27  | 33  | 160     | 258    | .147 | .252   |
| 2003年 | 平地 | 28  | 16  | 25  | 147     | 216    | .130 | .204   |
| 2003年 | 障害 | 3   | 4   | 3   | 9       | 19     | .158 | .368   |
| 2003年 | 計   | 31  | 20  | 28  | 156     | 235    | .132 | .217   |
| 2004年 | 平地 | 38  | 30  | 24  | 146     | 238    | .160 | .286   |
| 2004年 | 障害 | 6   | 0   | 1   | 13      | 20     | .300 | .300   |
| 2004年 | 計   | 44  | 30  | 25  | 159     | 258    | .171 | .287   |
| 2005年 | 平地 | 34  | 23  | 31  | 180     | 268    | .127 | .213   |
| 2005年 | 障害 | 0   | 2   | 0   | 7       | 9      | .000 | .222   |
| 2005年 | 計   | 34  | 25  | 31  | 187     | 277    | .123 | .213   |
| 2006年 | 平地 | 40  | 30  | 36  | 184     | 290    | .138 | .241   |
| 2007年 | 平地 | 35  | 32  | 34  | 177     | 278    | .126 | .241   |
| 2008年 | 平地 | 46  | 22  | 27  | 187     | 282    | .163 | .241   |
| 2009年 | 平地 | 44  | 31  | 39  | 217     | 331    | .133 | .227   |
| 2010年 | 平地 | 41  | 17  | 38  | 222     | 318    | .129 | .182   |
| 2011年 | 平地 | 8   | 7   | 4   | 36      | 55     | .145 | .273   |
| 計     | 平地 | 828 | 679 | 709 | 4415    | 6631   | .125 | .227   |
| 計     | 障害 | 17  | 17  | 17  | 85      | 136    | .124 | .248   |
| 計     | 総計 | 845 | 696 | 726 | 4501    | 6768   | .125 | .228   |

|            | 日付           | 競走名         | 馬名           | 頭数 | 人気 | 着順 |
| ---------- | -------------- | -------------- | -------------- | ---- | ---- | ---- |
| 初出走     | 1979年10月7日  | -              | ブュークイン   | -    | -    | 16着 |
| 初勝利     | 1980年2月9日   | -              | メジロカペラ   | -    | -    | 1着  |
| 重賞初出走 | 1980年10月18日 | デイリー杯3歳S | イワキダンサー | 9頭  | 2    | 3着  |
| 重賞初勝利 | 1985年1月6日   | 金杯（西）     | メジロトーマス | 10頭 | 2    | 1着  |
| GI初出走   | 1985年6月2日   | 宝塚記念       | メジロトーマス | 10頭 | 6    | 9着  |
| GI初勝利   | 1986年11月9日  | 菊花賞         | メジロデュレン | 21頭 | 6    | 1着  |

### 受賞
- 優秀調教師賞（関西）6回（1986年、1994年、1996年、1998年、2002年、2004年）
- 東京競馬記者クラブ賞（2005年）
- スポーツ功労者文部科学大臣顕彰（2011年）

## 主な管理馬
※括弧内は管理下における当該馬の優勝重賞競走。太字はGI級競走を示す。

### GI級競走優勝馬
- メジロデュレン（1986年菊花賞 1987年有馬記念）
- ラッキーゲラン（1988年阪神3歳ステークス、1990年毎日王冠、函館記念）
- メジロマックイーン（1990年菊花賞、1991天皇賞（春）、阪神大賞典、京都大賞典、1992年天皇賞（春）、阪神大賞典、1993年宝塚記念、産経大阪杯、京都大賞典）
- トゥザヴィクトリー（2000年阪神牝馬特別、クイーンステークス、府中牝馬ステークス、2001年エリザベス女王杯）
- ステイゴールド（2000年目黒記念、2001年香港ヴァーズ、日経新春杯、ドバイシーマクラシック）
- ノーリーズン（2002年皐月賞）
- ゴールドアリュール（2002年ジャパンダートダービー、ダービーグランプリ、東京大賞典、2003年フェブラリーステークス、アンタレスステークス）
- ディープインパクト（2005年皐月賞、東京優駿、菊花賞（中央競馬クラシック三冠 ）、弥生賞、神戸新聞杯、2006年天皇賞・春、宝塚記念、ジャパンカップ、有馬記念、阪神大賞典）

### その他重賞競走優勝馬
- メジロトーマス（1985年金杯・西、京都大賞典）
- ドウカンジョー（1986年ラジオたんぱ杯3歳牝馬ステークス 1990年中日新聞杯）
- ヤマニンアーデン（1987年シンザン記念）
- アトムピット（1991年函館3歳ステークス）
- メジロマーシャス（1991年函館記念）
- ラビットボール（1993年中山牝馬ステークス）
- ザフォリア（1996年京都4歳特別）
- プレイリークイーン（1996年中山牝馬ステークス）
- レディステラ（1997年フェアリーステークス）
- ブレーブテンダー（1997年アーリントンカップ）
- メジロランバダ（1997年日経新春杯 1998年中山牝馬ステークス）
- サンプレイス（2001年新潟記念）
- ビーポジティブ（2002年クイーン賞）
- サイレントディール（2003年シンザン記念、武蔵野ステークス 2007年佐賀記念）
- グレイトジャーニー（2004年シンザン記念 2006年ダービー卿チャレンジトロフィー）
- ロードプリヴェイル（2004年京都ハイジャンプ、阪神ジャンプステークス、小倉サマージャンプ）
- レクレドール（2004年ローズステークス 2005年クイーンステークス）
- ブラックタイド（2004年スプリングステークス）
- チアフルスマイル（2006年キーンランドカップ）
- サブジェクト（2007年ラジオNIKKEI杯2歳ステークス）
- サクラオリオン（2009年中京記念、函館記念）
- アプレザンレーヴ（2009年青葉賞）
- フォゲッタブル（2009年ステイヤーズステークス 2010年ダイヤモンドステークス）→池江泰寿厩舎へ
- ヒカルアマランサス（2010年京都牝馬ステークス）→高野友和厩舎へ
- バーディバーディ（2010年兵庫チャンピオンシップ、ユニコーンステークス）→池江泰寿厩舎へ
- トゥザグローリー（2010年中日新聞杯 2011年京都記念）→池江泰寿厩舎へ
- ダノンバラード（2010年ラジオNIKKEI杯2歳ステークス）→池江泰寿厩舎へ

## 主な厩舎所属者
※太字は門下生。括弧内は厩舎所属期間と所属中の職分。
- 池江敏行（1979年-2011年 調教助手）
- 市川明彦（1985年-2011年 厩務員）
- 内田浩一（1988年-1995年 騎手）
- 高橋康之（1992年-2000年 騎手）
- 池江泰寿（1994年-1995年 調教助手）
- 村本善之（2008年-2011年 調教助手）

優秀厩舎スタッフ賞を2001年度4位、2002年度4位、2004年度3位で表彰されている。

## 主な騎乗依頼騎手
- 熊沢重文
- 武豊
- 藤田伸二
- 藤岡佑介